# ジャック・モリス (プロレスラー)
ジャック・モリス（Jack Morris、1993年10月6日 - ）は、スコットランドの男性プロレスラー、フットボール選手。スコットランド・ダンファームリン出身。

## 経歴
元々はプロのフットボールプレイヤー（サッカー選手）として活動していた。
2017年11月4日にスコットランド・リビングストンで行われた Reckless Intent Wrestling でのマイケル・チェイスとの試合でデビューを飾る。
その後はスコットランドやイギリス、ドイツ等のヨーロッパのインディーシーンで活躍。フットボールで鍛えた体躯とその体の大きさに反した華麗な飛び技に定評があった。

### プロレスリング・ノア
2022年にプロレスリング・ノアのヘビー級のリーグ戦であるN-1 VICTORYにBブロックでエントリーされる。公式戦では初戦から清宮海斗に勝利するなどインパクトを残すも最終的には3勝4敗と負け越した。
しかし、その後もノアに参戦しシングルで中嶋勝彦、ティモシー・サッチャー、望月成晃を撃破する等の快進撃を見せる。
そして2023年1月8日に行われたノアの後楽園ホール大会の夜の部にてタッグマッチながらGHCヘビー級王座を保持する清宮から直接勝利し同タイトルへの挑戦にこぎつける。
2月11日の大阪大会で行われたGHCヘビー級選手権試合にて清宮の持つ同タイトルに初挑戦するが惜しくも敗れる。
9月24日、名古屋国際会議場大会にて、アンソニー・グリーンとのタッグでサクソン・ハックスリー&ティモシー・サッチャーを破り、初タイトルとなるGHCタッグ王座を戴冠。
10月28日、福岡国際センター大会にてイホ・デ・ドクトル・ワグナー・ジュニアを下し、初のシングル王座となるGHCナショナル王座を戴冠。GHCタッグと合わせ2冠王となる。
2024年10月14日、後楽園大会にて、ダガや9月頃に突如現れた怪覆面の男と結託。この日結成された『TEAM2000X』に加入する。

## 得意技
タイガードライバー
シューティングスタープレス
TKO
ファルコン・アロー
スパイン・バスター

## タイトル歴
プロレスリング・ノア
- 第10代GHCナショナル王座[1]
- 第66代、第68代、第69代GHCタッグ王座（パートナーはアンソニー・グリーン、オモス、ダガ）[1]

## 入場テーマ曲
- Sublime Every Time /（中村"anija"隆宏）[1]